# Louis J. Camuti
Louis J. Camuti (1894-1981) foi um veterinário da cidade de Nova Iorque. Autor dos livros "All My Patients Are Under The Bed: Memoirs of a Cat Doctor" (Todos os meus pacientes estão debaixo da cama: Memórias de um Doutor Gato) (1980) e "Park Avenue Vet" (1962).